# Chinaldina
La chinaldina, sistematicamente 2-metilchinolina, è un composto chimico eterociclico. È costituito da uno scheletro di chinolina, che viene sostituito nella posizione 2 con un gruppo metilico.

## Estrazione e sintesi
La chinaldina si trova a circa lo 0,2% nel catrame di carbone e può essere ottenuta da esso mediante processi adatti. La chinaldina viene trasferita alla frazione metilnaftalenica insieme alla chinolina e all'isochinolina quando il catrame viene distillato. Dopo l'estrazione con acido solforico, la chinaldina viene separata da questi mediante precipitazione con ammoniaca .
La chinaldina può essere ottenuta sinteticamente mediante una sintesi di Skraup da anilina e paraldeide o crotonaldeide

## Utilizzo
La chinaldina viene utilizzata per produrre coloranti come il pinacianolo, il giallo di chinolina o il rosso di chinaldina. È stato dimostrato che il solfato di chinaldina può essere utilizzato come anestetico per il trasporto di pesce.